# AS Voința Snagov
Asociația Sportivă Voința Snagov, cunoscută în mod obișnuit ca Voința Snagov, a fost un club de fotbal profesionist cu sediul în Snagov, județul Ilfov, România.
Fondat în 1997, inițial sub numele de Clubul Sportiv Snagov, clubul a jucat cinci sezoane în Divizia B, al doilea nivel al sistemului de ligi ale fotbalului românesc, înainte de a fi desființat în 2012. Reînființat în 2013 sub numele de Voința Snagov, clubul a fost desființat din nou în 2016.

## Istorie
Clubul a fost fondat în 1997 sub numele de Clubul Sportiv Snagov și a jucat în Divizia D – Județul Ilfov al patrulea nivel al sistemului de ligi ale fotbalului românesc. În 2002, clubul a obținut un loc în Liga a III-a. În 2003, secția de fotbal a devenit independentă sub numele Fotbal Club Snagov.
În primele două sezoane, clubul a reușit să-și asigure locul în Divizia C terminând pe locul 11 în sezonul 2002–03 și pe locul 12 în 2003–04.
În sezonul 2004–05, FC Snagov a reușit să părăsească locurile inferioare ale clasamentului și să încheie sezonul pe locul 5. În sezonul următor, cu Laurențiu Tudor ca antrenor principal, FC Snagov a câștigat clar Seria a III-a a Diviziei C la opt puncte în fața locului 2, Dunărea Călărași, și a promovat pentru prima dată în a doua divizie.
Cu toate acestea, perioada lor în Liga a II-a a fost de scurtă durată, FC Snagov a terminat sezonul 2006–07 doar pe locul 16, la 13 puncte în urmă și retrogradând.
Terminând pe primul loc, sub îndrumarea lui Mihai Stoica, Snagovenii au revenit rapid în Liga a II-a la finalul sezonului 2007–08, de data aceasta reușind să se mențină în a doua divizie terminând sezonul 2008–09 pe locul 12.
În vara lui 2009, Laurențiu Reghecampf și-a încheiat oficial cariera activă și l-a convins pe Lutz Stache, directorul general și proprietarul unei companii de materiale de construcții din Cottbus, să-și asume un angajament financiar față de FC Snagov. Deși Stache a plătit vechile datorii ale clubului față de jucători, el nu a devenit acționarul principal al FC Snagov, așa cum se anunțase inițial. După înfrângerea în deplasare de la Dunărea Galați, soția lui Reghecampf, Anamaria Prodan, a devenit noul președinte al clubului pe 21 octombrie 2009, iar Cristian Țermure i-a urmat lui Mihai Stoica ca noul antrenor oficial al echipei. De fapt, Reghecampf a ocupat acest post, dar a fost angajat ca director sportiv din lipsa unei licență UEFA Pro și a fost trecut ca maseur în fișele de raport al meciului. Echipa a terminat sezonul 2009–10 pe locul al patrulea, care a fost cel mai bun rezultat al clubului. Reghecampf și soția sa au părăsit clubul pe 14 mai 2010, cu cinci meciuri înainte de sfârșitul sezonului.
Laurențiu Tudor a fost numit director tehnic, iar George Dumitru l-a înlocuit pe Cristian Țermure ca antrenor principal în vara lui 2010.
Voința Snagov a câștigat Liga a IV-a Ilfov la finalul sezonului 2013–14, precum și barajul de promovare împotriva lui Unirea Fierbinți, câștigătoarea Ligii a IV-a Ialomița.

## Cronologia numelui
- CS Snagov 1997-2003
- FC Snagov 2003-2012
- AS Voința Snagov 2013-prezent

## Palmares
Liga III:
- Câștigătoare (2): 2005–06, 2007–08

Liga a IV-a Ilfov:
- Câștigătoare (1): 2013-14